# Іван Петражицький-Кулага
Іва́н Петражи́цький-Кула́га гербу Пелеш (? — 1635) — шляхтич, козацький отаман, наказний гетьман (1631–1632), старший Війська Запорозького реєстрового (1631–1635).

## Біографія
Народився у родині якогось дрібного шляхтича Петражицького. На Запоріжжі опинився в кінці 1620-тих років. Імовірно брав участь у повстанні Тараса Федоровича (Трясила).
У 1631 р. козаки обрали собі за гетьмана Тимофія Орендаренка, але він їм не був до вподоби, і тоді вони поставили двох гетьманів: Івана Петражицького-Кулагу у реєстрових козаків, а Андрія Гавриловича — у нереєстрових козаків. Але згодом Гаврилович пропав безвісти, так що залишився тоді один Кулага. Іван був тямущим чоловіком і домігся у Речі Посполитої багато пільг для руського (українського) народу.
Саме тоді, весною 1632 р., помер король Речі Посполитої Сигізмунд ІІІ, і козаки сподівались здобути собі деякі полегшення. Петражицький навіть хотів, щоб депутати (посли) козацькі до всяких справ державних були у сеймі допущенні, і щоб там вони голос мали. З тим-то гетьман і послав своїх послів на сейм, де мали обрати нового короля, і домагався, щоб королем став Владислав, бо той був прихильним до православних людей. Але козацьких послів на сейм не впустили. Та за них тримали руку православні пани та архимандрит Київської Печерської Лаври Петро Могила, що вмів з поляками ладнати.
Але найбільшої ваги на сеймі мало те, що гетьман не дуже на панські обіцянки покладався і зібрав 35000 козаків і з тим військом пішов на Волинь руйнувати маєтки тих панів, які ставали на сеймі проти козацьких домагань.
Таким способом Петражицький посадив Владислава на трон. Окрім того постановлені були статті про права православного духовенства і церкви. Петро Могила отримав універсал про те, що православну віру зможе визнати кожна вільна людина. Що церкви, духовенство і маєтності монастирські та церков православних будуть вільні від всякого насильства. Що уряд Речі Посполитої визнає православного митрополита і 6 єпископів (Перемишльського, Львівського, Луцького, Володимирського, Холмського і Пінського).
Новий король Владислав IV визнав Петра Могилу митрополитом Київським і той був посвячений у Львові.
Та козацьку справу, яка складалася з 4 статей гетьман уладнати не зміг і в 1635 році при невідомих обставинах Іван Петражицкий-Кулага помер. За іншими даними був страчений у Каневі.